# Rhizoctonia pini-insignis
Rhizoctonia pini-insignis é uma espécie de fungo pertencente à família Ceratobasidiaceae.